# Linguagem projetada
Linguagem projetada (por vezes abreviadas em inglês como engelangs) é uma língua artificial desenvolvida para testar ou provar alguma hipótese sobre como as línguas trabalham ou poderiam trabalhar. Existem pelo menos duas subcategorias, a língua filosófica (ou língua ideal) e a língua lógica (algumas vezes abreviadas em inglês como loglangs). Raymond Brown descreve as linguagens projetadas como "línguas que são projetadas para critérios objetivos determinados, e modeladas para satisfazer estes critérios".
Algumas linguagens projetadas têm sido consideradas candidatas à linguagens auxiliares globais, e algumas línguas pensadas como linguagens auxiliares internacionais têm certos aspectos "projetados" (nos quais são mais regulares e sistemáticas do que suas línguas naturais de origem).

## Línguas lógicas
Línguas lógicas são formuladas para permitir (ou reforçar) declarações não-ambíguas. São baseadas tipicamente em predicados lógicos mas podem ser baseadas em qualquer sistema de lógica formal. As duas línguas lógicas mais bem conhecidas são as línguas de predicados Loglan e sua sucessora Lojban, que visam a eliminar a ambiguidade sintática e reduzir a ambiguidade semântica a um mínimo. Ceqli é uma derivação de Loglan, que visa a reter o poder da expressão não-ambígua mas permite ao falante trocar concisão por desambiguidade.

## Línguas filosóficas
Línguas filosóficas são projetadas para refletir alguns aspectos da filosofia, particularmente no que diz respeito à natureza ou potencial da linguagem. A Real Character de John Wilkins e a Ro de Edward Powell Foster tiveram suas palavras construídas usando-se uma árvore taxonômica. Vocabulários de línguas oligosintéticas são feitas de palavras compostas que são cunhadas a partir de um pequeno (teoricamente, mínimo) conjunto de morfemas. A Láadan de Suzette Haden Elgin é projetada para lexicalizar e gramaticalizar os conceitos e distinções importantes para mulheres baseada na teoria do grupo silenciado. A Toki Pona de Sonja Elen Kisa é baseada em simplicidade minimalística, incorporando elementos do Taoísmo.

## Línguas experimentais
A Ithkuil de John Quijaida foi projetada para máxima concisão morfo-fonológica. A Lin de R. Srikanth foi programada para concisão ortográfica máxima. O Yiklamu Clássico de Mark P. Line foi projetado como base de um experimento linguístico, começando com simplicidade gramática e um grande léxico sem morfologia derivacional.

### Exemplos de linguagens projetadas
- «Lin» (em inglês)
- «Yiklamu Clássico» (em inglês)

### Outras fontes
- «Links de Garrett para Línguas Lógicas» (em inglês)